# Virtus Pallacanestro Bologna 1936-1937

## Roster
Virtus Bologna Sportiva
- Venzo Vannini (capitano)
- Galeazzo Dondi Dall'Orologio
- Gelsomino Girotti
- Giancarlo Marinelli
- Athos Paganelli
- Bruno Pirazzoli
- Lino Rossetti
- Napoleone Valvola

## Staff Tecnico
- Allenatore:  Vittorio Ugolini

## Risultati
- Divisione Nazionale: 2ª classificata girone B a 8 squadre (11-3); prima la Filotecnica Milano che disputerà la finale col Borletti Milano